# Guillermo Antiñolo
Guillermo Antiñolo Gil (Granada, 1957) es un médico, profesor universitario, investigador español, destacado por sus trabajos en medicina fetal, genética y reproducción humana asistida.

## Biografía
Catedrático de Obstetricia y Ginecología de la Universidad de Sevilla y Director del Departamento de Medicina Materno Fetal, Genética y Reproducción del Hospital Universitario Virgen del Rocío. Además, dirige el Máster Universitario en Reproducción Humana Asistida, el Máster Universitario en Medicina y Terapia Fetal, y la asignatura de Genética y Medicina Personalizada en el Máster Universitario en Investigación Biomédica de la Universidad de Sevilla.
El profesor Antiñolo cuenta con una larga trayectoria internacional en los campos de la Biomedicina, Genética Humana y Genómica Médica, Medicina Fetal y Salud Reproductiva.

## Hitos y reconocimientos
En el área de la Medicina Genómica, uno de sus mayores hitos, como director científico de la Plataforma de Genómica y Bioinformática de Andalucía, ha sido el Proyecto Genoma Médico que ha generado el primer Genoma de Referencia en España (http://csvs.babelomics.org/), que es ampliamente utilizado por investigadores nacionales e internacionales como plantilla para la identificación de variantes genéticas y genómicas.
El profesor Antiñolo ha formado parte del International Advisory Board que ha asesorado al Ministerio de Sanidad alemán en la organización de la Medicina Genómica y Personalizada en el Sistema de Salud Junto a su equipo, ha protagonizado algunos de los hitos más importantes de Cirugía Fetal y Reproducción Humana Asistida en nuestro país.
Estas iniciativas han sido reconocidas, entre otras distinciones, por la Encomienda de la Orden Civil de Sanidad (Ministerio de Sanidad, 2008), la Medalla de Andalucía Junta de Andalucía, 2008, Hijo Predilecto de Andalucía (Junta de Andalucía, 2018), Premio Ciudadano Europeo (Parlamento Europeo, 2018), Médico Ilustre Clínico Investigador (Real Colegio Oficial de Médicos de Sevilla, 2021).
Por último, ha sido nombrado por FORBES uno de los mejores médicos de España (Edición 2018, 2019, 2020, 2021 y 2023), en la especialidad de Ginecología y Obstetricia.